# Jay Sandrich
Jay Henry Sandrich (Los Angeles, 24 de fevereiro de 1932 — Los Angeles, 22 de setembro de 2021) foi um diretor de televisão estadunidense.

## Biografia
Sandrich começou seu trabalho na televisão em meados da década de 1950 como segundo assistente de direção da Desilu Productions e iniciou sua carreira como assistente de direção de I Love Lucy e assistente do produtor de The Andy Griffith Show.
Sandrich dirigiu e/ou produziu episódios de Get Smart, Here's Lucy, The Odd Couple (telessérie)The Odd Couple, Laverne & Shirley, Rhoda, Welcome Back, Kotter, The Mary Tyler Moore Show, Lou Grant, Soap, Benson, Night Court e The Cosby Show.
Recebeu dez indicações ao Emmy, das quais venceu quatro. Em 2020, foi introduzido ao Television Hall of Fame.
Sandrich morreu em 22 de setembro de 2021, aos 89 anos de idade, em Los Angeles.